# Рыночная цена

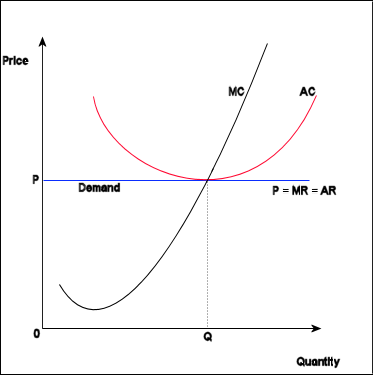
График формирования рыночной цены в условиях совершенной конкуренции

Ры́ночная цена́ — средняя арифметическая цена предложенного товара или услуги на определённом рынке (например, за конкретный промежуток времени).
Рыночная цена соответствует равновесной лишь в условиях совершенной конкуренции. Превышение рыночной цены над равновесной характерно для монополизации рынка. Снижение рыночной цены ниже цены равновесия (например, при государственном регулировании цен) приводит к возникновению дефицита, так как продавцам становится невыгодным выносить товары на рынок.